# Office de radiodiffusion et de télévision de Hong Kong
L'Office de radiodiffusion et de télévision de Hong Kong (Hong Kong Broadcasting Authority, HKBA en anglais) est l'organisme responsable de la réglementation des médias de masse à Hong Kong.
Quelques organismes similaires dans d'autres pays :
- au Canada : Conseil de la radiodiffusion et des télécommunications canadiennes (CRTC)
- en France : Conseil supérieur de l'audiovisuel (antérieurement l'Office de radiodiffusion télévision française [ORTF])
- au Royaume-Uni : l'Office indépendant de radiodiffusion télévision britannique (en)
- aux États-Unis : la Commission fédérale des communications.